# Tinodes makedonicus
Tinodes makedonicus är en nattsländeart som beskrevs av Malicky 1980. Tinodes makedonicus ingår i släktet Tinodes och familjen tunnelnattsländor. Inga underarter finns listade i Catalogue of Life.